# Berlin Syndrome
Berlin Syndrome es una película australiana de suspenso y terror psicológico de 2017 dirigida por Cate Shortland y escrita por Shaun Grant basándose en la novela homónima de Melanie Joosten. Está protagonizada por Teresa Palmer y Max Riemelt. La película tuvo su estreno mundial en el Festival de Cine de Sundance el 20 de enero de 2017 y fue estrenada el 20 de septiembre del mismo año en Australia, por la productora Entertainment One.

## Sinopsis
Clare Havel (Teresa Palmer), una joven periodista australiana viaja a Alemania para recorrer y fotografiar la arquitectura del país. En Berlín, conoce a Andi Werner (Max Riemelt), un hombre muy atractivo con el que pasa una noche de amor. A la mañana siguiente, Clare descubre que Andi la deja encerrada en su apartamento con la excusa de que se olvidó de dejarle una copia de la llave: pero en realidad trama mantenerla secuestrada con planes siniestros y sin la posibilidad de dejarla ir tan fácilmente.

## Reparto
- Teresa Palmer como Clare Havel.
- Max Riemelt como Andi Werner.
- Matthias Habich como Erich Werner.
- Lucie Aron como Elodie Zadikan.
- Emma Bading como Franka Hummels.

## Producción

### Desarrollo
La película está basada en la novela homónima de Melanie Joosten, y el título hace referencia al síndrome de Estocolmo. Según la directora Cate Shortland, el personaje de Andi Werner fue idealizado a partir de la infancia del Riemelt en Alemania del Este, debido a que el actor quería recrear una utopía de su propia vida.
En mayo de 2015, Teresa Palmer y Max Riemelt se unieron al elenco en los papeles principales. Riemelt fue elegido de una lista de 10 actores masculinos; Shortland sintió que era el mejor en retratar la falta de vergüenza de un verdadero sociópata.

### Rodaje
La producción comenzó en septiembre de 2015 en Berlín. Durante dos semanas antes del rodaje, Palmer y Riemelt permanecieron juntos en un pequeño apartamento similar al del set para componer sus personajes y entenderlos mejor.
En noviembre de 2015, el rodaje de la película se trasladó a Docklands Studios en Melbourne, Australia.

## Estreno
La película tuvo su estreno mundial en el Festival de Cine de Sundance el 20 de enero de 2017. Antes de Entertainment One, Curzon Artificial Eye, Vertical Entertainment y Netflix adquirieron los derechos para distribuir la película en Australia, Reino Unido y Estados Unidos respectivamente. Fue estrenada en Australia el 20 de abril, en los Estados Unidos el 5 de mayo, y en el Reino Unido el 9 de junio de 2017.

## Recepción

### Comentarios de la crítica
Berlin Syndrome ha recibido críticas favorables por parte de la crítica y la audiencia. En el portal de internet Rotten Tomatoes, los críticos le han otorgado a la película una aprobación del 72% basada en 78 reseñas, con una puntuación de 6.3/10, mientras que la aceptación pública fue del 53%.

### Premios y nominaciones
| Lista de premios y nominaciones | Lista de premios y nominaciones    | Lista de premios y nominaciones                         | Lista de premios y nominaciones                                       | Lista de premios y nominaciones | Lista de premios y nominaciones |
| Año                             | Organización                       | Categoría                                               | Nominado/a(s)                                                         | Resultado                       | Ref(s)                          |
| ------------------------------- | ---------------------------------- | ------------------------------------------------------- | --------------------------------------------------------------------- | ------------------------------- | ------------------------------- |
| 2016                            | AWGIE Awards                       | Mejor Película Adaptada                                 | Shaun Grant                                                           | Nominado                        | [ 13 ]                          |
| 2017                            | Dallas International Film Festival | Gran Premio del Jurado — Competencia Película Narrativa | Cate Shortland                                                        | Nominada                        | [ 13 ]                          |
| 2017                            | Sundance Film Festival             | Gran Premio del Jurado — Cine Mundial — Drama           | Cate Shortland                                                        | Nominada                        | [ 13 ]                          |
| 2017                            | AACTA Awards                       | Mejor Película                                          | Polly Staniford                                                       | Nominada                        | [ 13 ]                          |
| 2017                            | AACTA Awards                       | Mejor Dirección                                         | Cate Shortland                                                        | Nominada                        | [ 13 ]                          |
| 2017                            | AACTA Awards                       | Mejor Guion Adaptado                                    | Shaun Grant                                                           | Nominado                        | [ 13 ]                          |
| 2017                            | AACTA Awards                       | Mejor Actriz                                            | Teresa Palmer                                                         | Nominada                        | [ 13 ]                          |
| 2017                            | AACTA Awards                       | Mejor Edición                                           | Jack Hutchings                                                        | Nominado                        | [ 13 ]                          |
| 2017                            | AACTA Awards                       | Mejor Banda Sonora                                      | Bryony Marks                                                          | Nominado                        | [ 13 ]                          |
| 2017                            | AACTA Awards                       | Mejor Diseño de Producción                              | Melinda Doring                                                        | Nominada                        | [ 13 ]                          |
| 2017                            | AACTA Awards                       | Mejor Diseño de Vestuario                               | Maria Pattison                                                        | Nominada                        | [ 13 ]                          |
| 2017                            | ASSG Awards                        | Mejor Sonido                                            | Dane Cody, Auryn Lacy, Steffen Graubaum, Felix Kaufmann & Tom Herdman | Nominados                       | [ 13 ]                          |
| 2017                            | ASSG Awards                        | Mejor Mezcla de Sonido                                  | Sam Gain-Emery, Phil Heywood & Glenn Humphries                        | Nominados                       | [ 13 ]                          |